# Kate Ryan
Kate Ryan, nome artístico de Katrien Veerbeck (Tessenderlo, 22 de julho de 1980), é uma cantora belga.

## 2001-2003 (Different)
A artista surgiu no mundo da música em 2001. O seu single de estreia, chamado Scream for more, obteve sucesso na Europa e nos Estados Unidos. Em 2002 lançou o seu primeiro álbum Different, que vendeu mais de 250 000 cópias por toda Europa.
O seguinte single da artista, intitulado de Ur my love, foi o único que não teve um videoclipe, mas ainda hoje é uma das músicas mais tocadas de Kate em comunidades de blogs, especialmente o Hi5.
O terceiro single, lançado em meados de 2002, Desenchantée, cover da música de 1990 da cantora francesa Myléne Farmer, tornou-se numa das melhores músicas de dança do ano seguinte (2003) por toda a Europa. Em Portugal, chegou ao número 12 na lista dos singles mais vendidos. Entre 2001 e 2003, foram lançados mais dois singles pela artista; Mon coeur resiste encore (versão francesa de Scream for more) e Libertine também cantado em francês, que teve boa repercussão junto aos fãs do gênero musical Trance.

## 2004-2005 (Stronger)
Com a chegada de 2004, Kate Ryan regressou com o single do novo álbum Only If I, outra música de sucesso em Portugal, sendo, portanto, bastante promovida no país. Para além de ter enorme êxito na Europa, foi número 13 no top de dança da Billboard, e teve grande sucesso no Brasil.
Em março de 2004, seu novo álbum Stronger foi lançado no continente europeu. Mais tarde, em 2005, foi lançado na América, em uma edição diferente que incluiu músicas do álbum anterior. Seguidos a Only If I, veio The promise you made/La promesse, cover de Cock Robin, tornando a balada numa versão de dança suave, cantada em inglês e francês. Este single, como os outros, atingiu o seu sucessopor toda a Europa e Estados Unidos.
O single Goodbye, uma balada dedicada a um dos ex-namorados de Kate, saiu já em 2005. Música que, para além de ter grande potencial, não obteve enorme sucesso, visto que só chegou à 93º nas paradas da Suíça.
Em 2005 tal como 2001, foi um ano difícil para Kate, pois a cantora foi internada por sofrer de anorexia, ficando alguns meses no hospital, mas, sendo uma mulher forte, mesmo estando internada, escrevia cartas aos fãs, contando como estava. Kate, aliás, reflete muito nas suas músicas a sua vida, temos os exemplos Another day, que transmite a vida depois da morte de alguém muito próximo, e We belong together e Goodbye, que falam de um grande amor.

## 2006-2007(Alive)
Em 2006, Kate foi selecionada para representar a Bélgica no Festival da Eurovisão. Entrou com o tema Je t'adore, mas só participou até a semifinal, o que gerou grande choque, pois pensava-se que a Bélgica chegaria à final. 
No mesmo ano, a cantora lançou o seu 3º álbum, intitulado de Alive. Kate lança Je t'adore como single, que alcançou nº 1 na Bélgica e na Polônia e também o top 10 no México.
Já em agosto de 2006, Kate lançou Alive como o 2º single do álbum, música bem sucedida nos países Europeus, foi nº 40 no top americano da Billboard e esteve em sites de marcas de roupa para jovens.
No final do mesmo ano é lançado All for you, música que teve grande sucesso na Espanha, Bélgica, Polônia e Alemanha, onde foi e é bastante tocada. Atualmente, Kate Ryan anda em tour pela Europa, para promover o seu último single Voyage Voyage, que foi lançado em julho e já atingiu boas posições nas tabelas dos países europeus. Dia 16 de Novembro de 2007, será quando irá ser lançado na Alemanha, Suíça, Áustria, França, Reino Unido e possivelmente Portugal terão o lançamento do single mais tarde.
No dia 6 de Outubro Kate deu um concerto em Antuérpia, na Lotto Arena, sendo este o maior que deu em todos os tempos. Aqui Kate apresentou duas novas músicas do seu futuro álbum de 2008, entre as quais foram "L.I.L.Y." e "Put My Finger On It".

## 2008 (Free)
Este ano começou bem para Kate Ryan, lançando logo em fevereiro o single L.I.L.Y. (Like I Love You), que foi nº12 na Bélgica, 20 na Bulgária e 26 na Polônia. A canção, não tendo o mesmo sucesso do single anterior, não foi a escolhida para apresentar o novo álbum que mais tarde seria lançado. Entretanto, Kate viajou até Berlim para filmar um vídeo de L.I.L.Y. e mais tarde do 3º single "Ella Elle L'a. Este foi lançado no dia 9 de Maio em toda a Europa, entrando logo para 1º lugar no top dos iTunes da Suécia, país onde a cantora gravou o seu novo álbum. Mais tarde o single entrou diretamente para número 12 no top de singles suecos, tendo a melhor posição de segundo lugar e mantendo-se assim por uma semana. Na Bélgica o single entrou diretamente para a 9ª posição, chegando até à 7ª; na Alemanha para a 10ª; e na Áustria para 31ª e chegando à 23ª. A canção chegou a número 1 em Espanha e 2 nos Países Baixos. Em 30 de Maio de 2008 , Kate lança o seu novo álbum Free, que saiu na vizinha Espanha no dia 26, contando com uma extensiva promoção. Este novo álbum conta com um som mais electro e pop. Conta também com um dueto com a cantora espanhola Soraya Arnelas. Inclusive, Kate regressou no mesmo dia do lançamento do álbum ao espetáculo The Dome da Alemanha, estando lá presente pela 6ª vez. Em agosto, recebeu o certificado de Ouro na Polônia por o seu álbum Free ter vendido 10 000 cópias lá. Em novembro, contou com um World Music Award para artista que mais vendeu da Benelux, devido ao enorme sucesso de ambos Ella Ella L'a e Free, que atingiram a Ásia, Canadá e América do Sul. Em dezembro, foi nomeada para um Los 40 Award na Espanha para a categoria de Melhor Canção Internacional- Ella Elle L'a que vendeu 215,000 cópias no mesmo país. No mesmo mês, fez uma Tour pelo Reino Unido, juntamente com September e Scooter na segunda edição da Clubland Tour.

## 2009
Foi já confirmado por Ryan, que está em estúdio a trabalhar no álbum sucessor de Free que está previsto a ser lançado em [2010]. Ella Elle L'a tem uma versão inglesa que será lançada no dia 25 de maio no Reino Unido, onde já teve dois números 1 no Cool Cut Chart e no Dancefloor Chart da MTV Dance. Your Eyes é o 5º single do álbum Free e é lançado apenas nos Países Baixos, após I Surrender ter tido o maior no top Holandês. Durante o mês de maio e junho, Kate Ryan irá fazer uma tour pelo Canadá no Distrito do Québec e irá fazer uma pequena tour de promoção no Reino Unido, onde irá atuar em Londres.
Em 2010 Kate Ryan começa a trabalhar em estúdio para gravação de seu mais novo álbum.

## Discografia

### Álbuns
- Different - 17 de junho de 2002
  - Scream for more - 19 de fevereiro de 2001
  - Ur my love - 15 de outubro de 2001
  - Desenchanteé - 29 de marzo de 2002
  - Mon coeur resiste encore-  13 de julho de 2002
  - Libertine - 20 de agosto de 2002

- Stronger - 22 de março de 2004
  - Only If I - 21 de fevereiro de 2004
  - "La Promesse" - 12 de abril de 2004
  - Goodbye  - 8 de agosto de 2004

- Alive - 15 de setembro de 2006
  - Je t'adore - 25 de fevereiro de 2006
  - Alive - 26 de agosto de 2006
  - All for you - 16 de dezembro de 2006

- Free 30 de maio de 2008
  - Voyage Voyage - 10 de maio de 2007
  - L.I.L.Y. - 1 de fevereiro de 2008
  - Ella Elle L'a - 5 de abril de 2008
  - I Surrender- 14 de agosto de 2008

### Singles
Todos os singles lançados e as suas posições: Belgica (BEL), Alemanha (ALE), Espanha (ES), França (FR), Suíça (SUI), Áustria (AUT), Suécia (SUE), Dinamarca (DIN), Países Baixos (HO), Finlândia (FIL} ,Polônia (POL),Portugal (PT),Estados Unidos(EUA] e United World Chart (WW). 
| 2001 | "Scream For More"                  | Different      | 9     | 27 |        |    |    | 15 |    | 12 | 57 |    |    |    |     | 70  |  |
| 2001 | "UR (My Love)"                     | Different      | 17    |    |        |    |    |    |    |    |    |    |    |    |     |     |  |
| 2002 | "Désenchantée"                     | Different      | 1 (6) | 2  | 8      | 12 | 11 | 3  | 4  | 12 | 4  |    | 1  | 12 | 16  | 9   |  |
| 2002 | "Mon Coeur Résiste Encore"         | Different      | 4     | 27 | 2      |    | 35 |    |    |    | 58 |    | 12 |    |     | 70  |  |
| 2002 | "Libertine"                        | Different      | 7     | 7  | 6      | 48 | 26 | 7  | 16 | 15 |    | 20 | 8  | 16 |     | 26  |  |
| 2004 | "Only If I"                        | Stronger       | 16    | 25 | 8      |    | 34 | 25 | 37 |    |    |    | 10 | 35 | 13  | 74  |  |
| 2004 | "The Promise You Made/La Promesse" | Stronger       | 8     | 19 | 12     |    | 50 | 21 |    |    |    |    | 4  |    | 13  | 67  |  |
| 2004 | "Goodbye"                          | Stronger       | 30    | 52 |        |    | 93 | 47 |    |    |    |    | 44 |    |     |     |  |
| 2006 | "Je t'adore"                       | Alive          | 1 (5) | 26 | 11     |    | 65 | 38 | 21 |    | 56 |    | 1  |    |     | 52  |  |
| 2006 | "Alive"                            | Alive          | 4     | 42 | 17     |    |    | 54 |    |    |    | 8  | 9  |    | 40  | 95  |  |
| 2006 | "All For You"                      | Alive          | 37    |    | 65     |    |    |    |    |    |    |    | 26 |    |     |     |  |
| 2007 | "Voyage Voyage/We All Belong"      | Free           | 2     | 13 |        |    |    | 26 | 26 |    | 11 | 10 | 28 |    |     | 48  |  |
| 2008 | "L.I.L.Y. (Like I Love You)"       | Free           | 12    |    |        |    |    |    |    |    |    |    | 21 |    |     | 184 |  |
| 2008 | "Ella Elle l'a"                    | Free           | 7     | 10 | 1 (10) |    | 50 | 23 | 2  | 29 | 5  |    | 7  |    |     | 15  |  |
| 2008 | "I Surrender"                      | Free           | *27   |    |        |    |    |    |    |    | 12 |    | 32 |    | 181 |     |  |
|      |                                    | Hits nº 1      | 2     | 0  | 1      | 0  | 0  | 0  | 0  | 0  | 0  | 0  | 2  | 0  | 0   | 0   |  |
|      |                                    | Hits de top 10 | 9     | 3  | 5      | 0  | 0  | 2  | 2  | 0  | 2  | 2  | 7  | 0  | 0   | 1   |  |